# Lemaire Channel

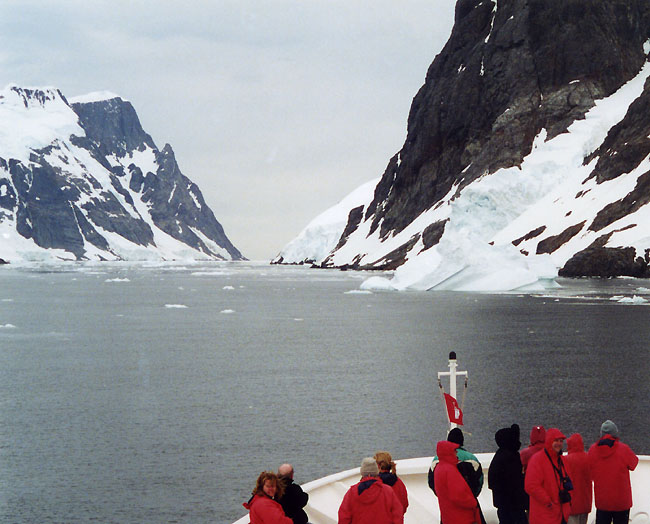
Widok z południa na północne wejście do cieśniny z pokładu Hanseatic

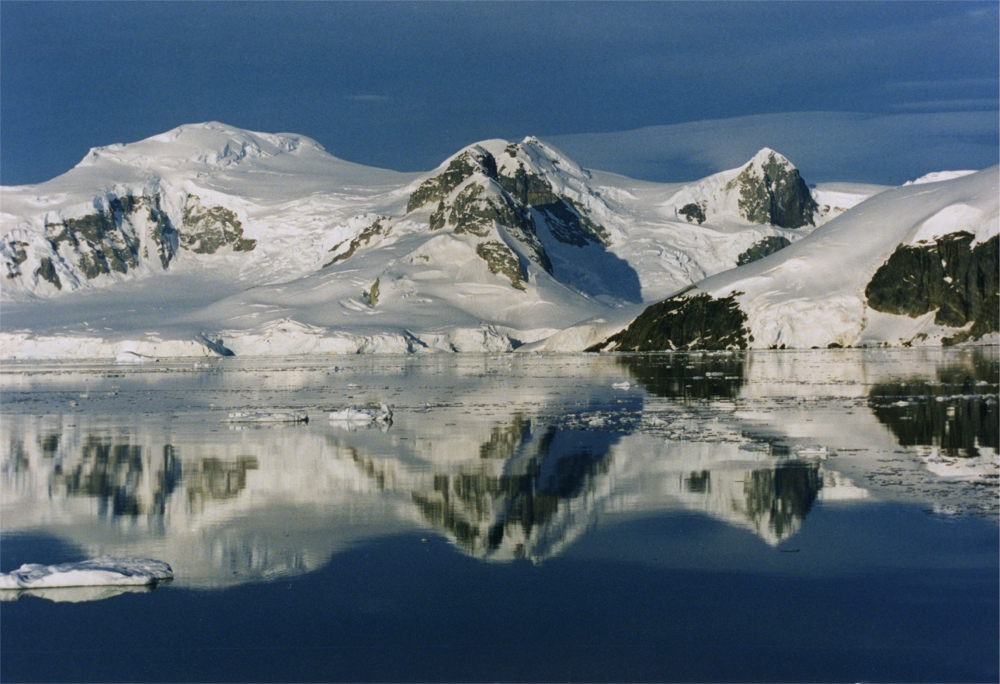
Lodowce i skały odbijające się w wodach na południowym krańcu kanału

Lemaire Channel – cieśnina w Antarktyce oddzielająca Booth Island od Graham Coast – zachodniego wybrzeża Ziemi Grahama na Półwyspie Antarktycznym.
Jedno z najczęściej odwiedzanych miejsc na Antarktydzie z uwagi na krajobrazy atrakcyjne pod względem fotograficznym.

## Nazwa
Cieśnina została nazwana przez Belgijską Wyprawę Antarktyczną na cześć kapitana Charlesa Lemaire’a (1863–1926), belgijskiego odkrywcy Konga, który wpierał wyprawę .

## Geografia
Cieśnina oddzielająca Booth Island od Graham Coast – zachodniego wybrzeża Ziemi Grahama na Półwyspie Antarktycznym . Biegnie z północnego wschodu – między wyspą Splitwind a False Cape Renard na południowy zachód – między Roullin Point a Cape Cloos .
Lemaire Channel ma ok. 11 długości i 1600 m szerokości, a jej głębokość sięga 140 m .
W wodach cieśniny zaobserwowano: płetwale antarktyczne, humbaki i orki, a na krach: foki Weddella, krabojady i lamparty morskie. Spotkać można tu też wiele gatunków ptaków, m.in. pingwiny białookie, białobrewe i maskowe, petrele śnieżne, warcabniki, petrelce olbrzymie, fulmary południowe, oceanniki żółtopłetwe, mewy południowe, rybitwy antarktyczne i wydrzyki antarktyczne.
Z uwagi na otaczające ją krajobrazy i występującą tu faunę, zwana niekiedy „Kodak Gap” (lub „Kodak alley”) od nazwy firmy Eastman Kodak – jednego z największych koncernów produkujących sprzęt fotograficzny) . Z tego powodu stała się ona jednym z głównych celów komercyjnych ekspedycji na Antarktydę . W okresie 2022/2023–2023/2024 cieśninę odwiedziło prawie 75 tys. turystów – najwięcej po Cieśninie Gerlache’a (prawie 90 tys.) .

## Historia

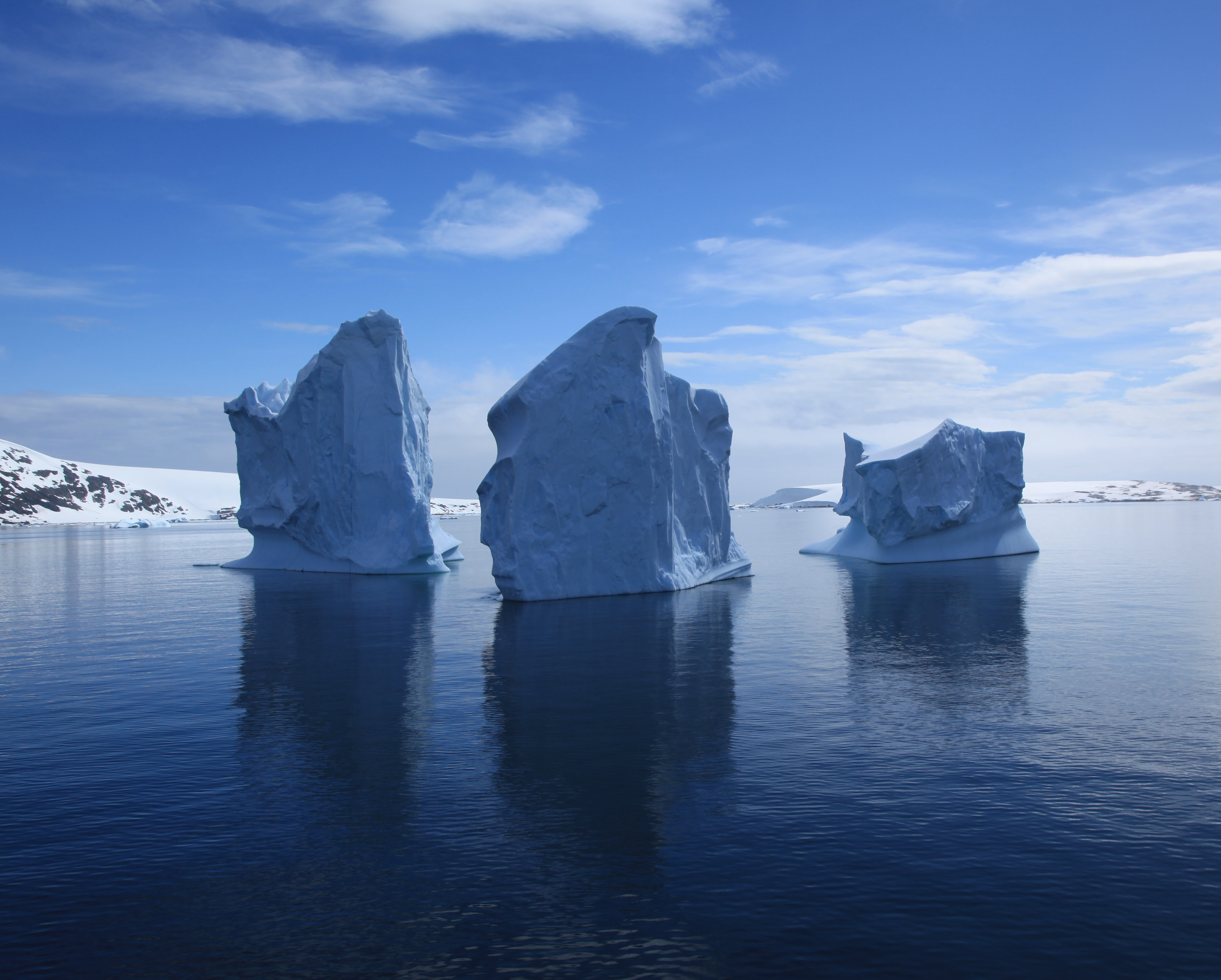
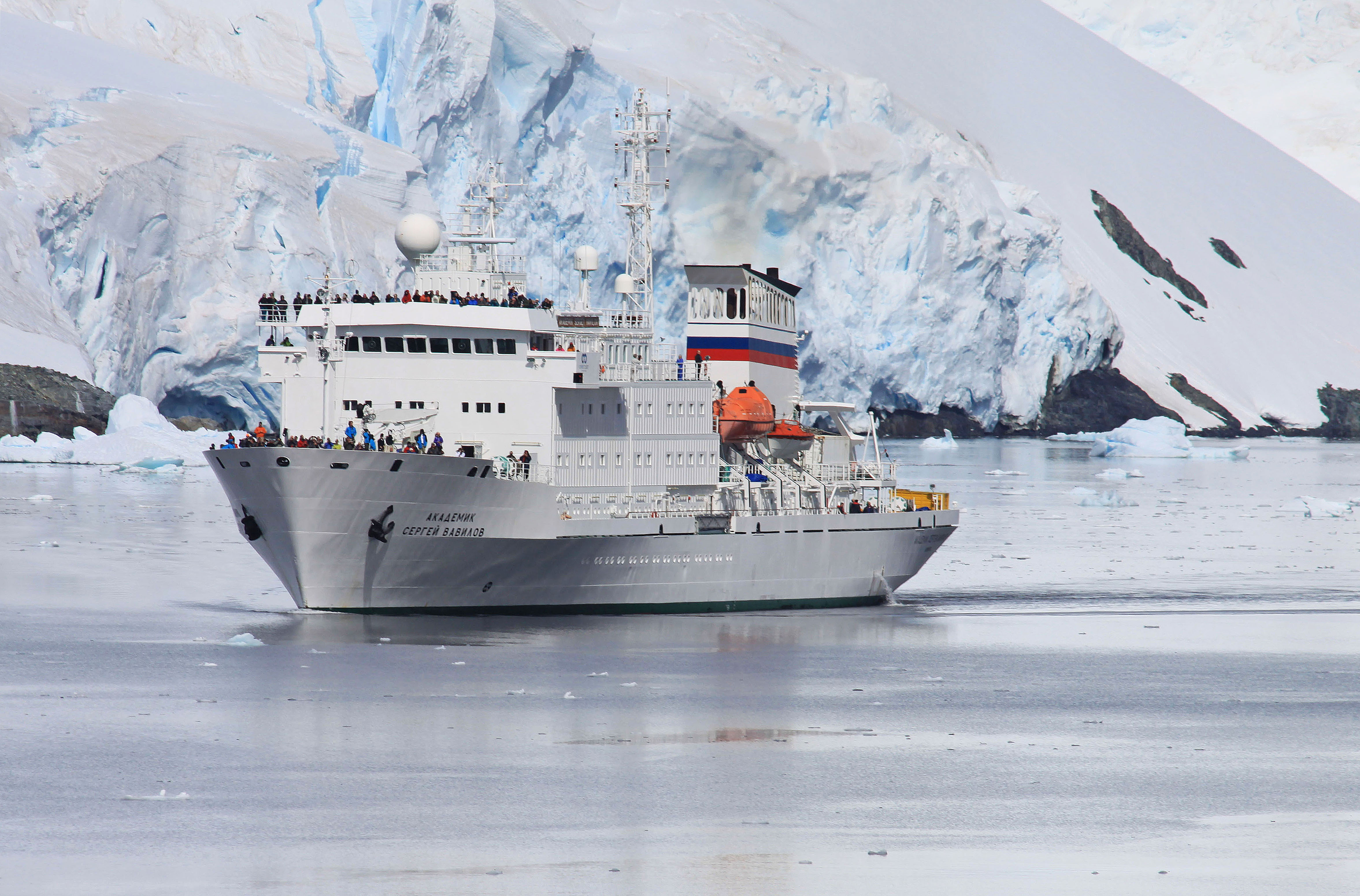
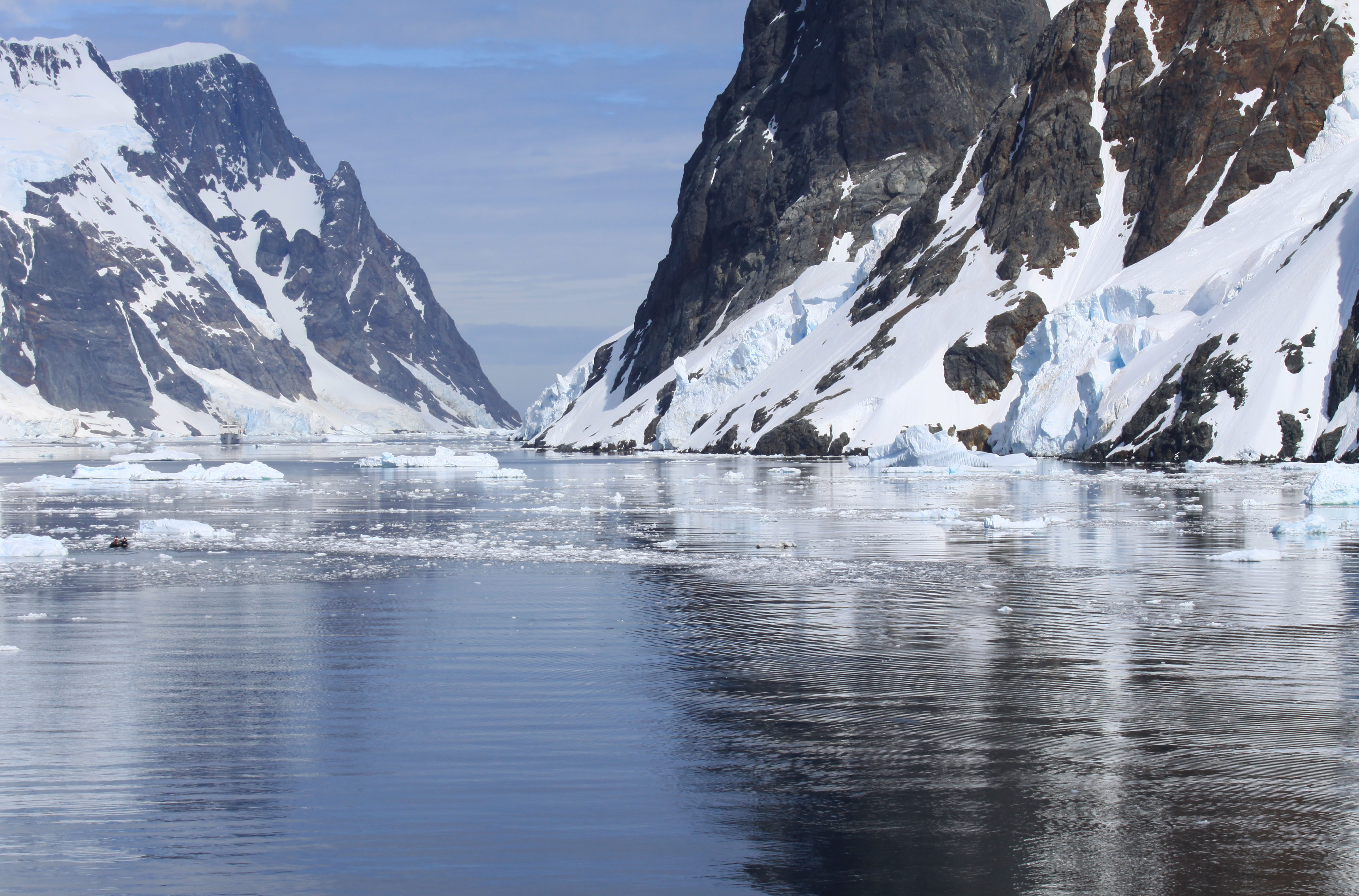
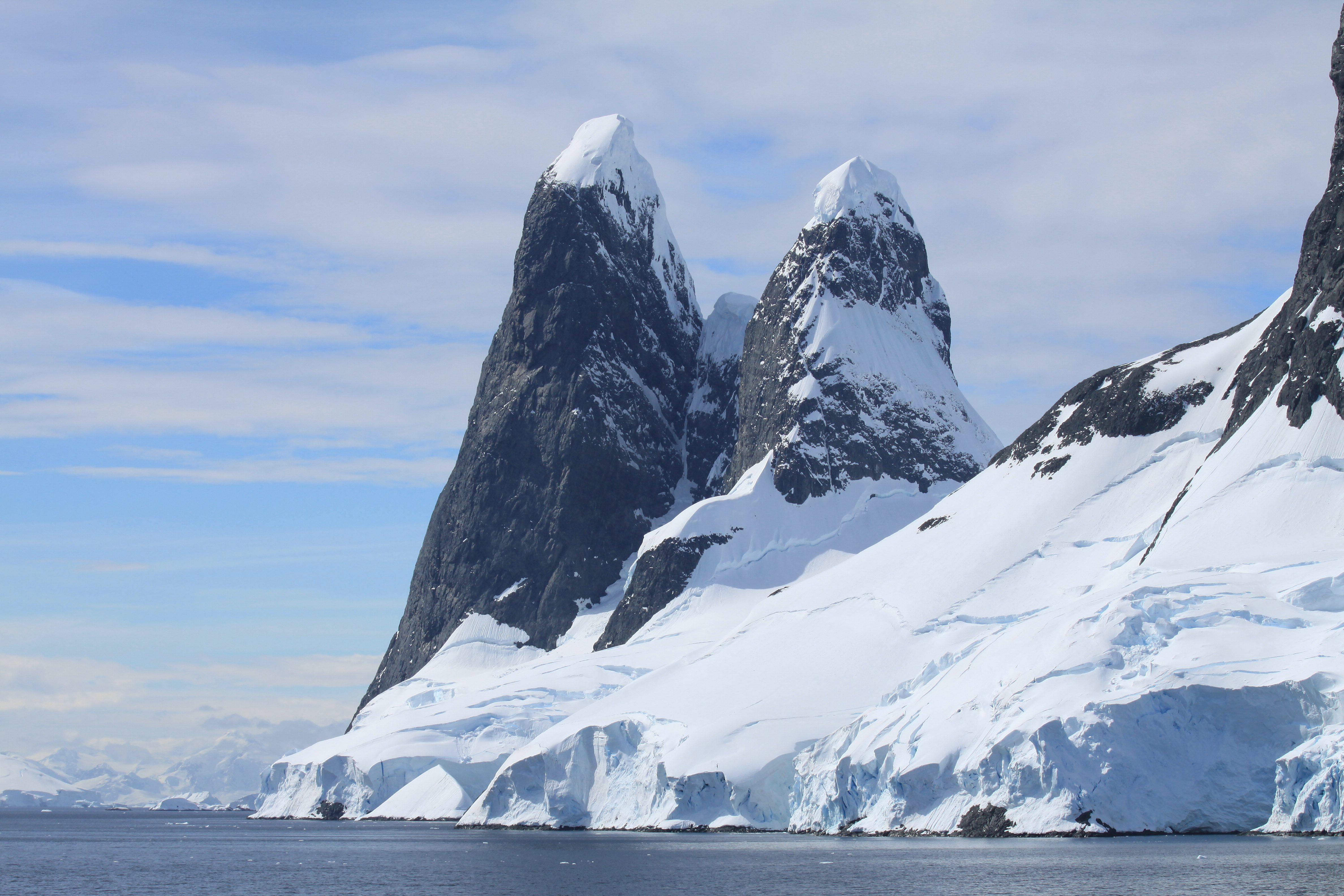
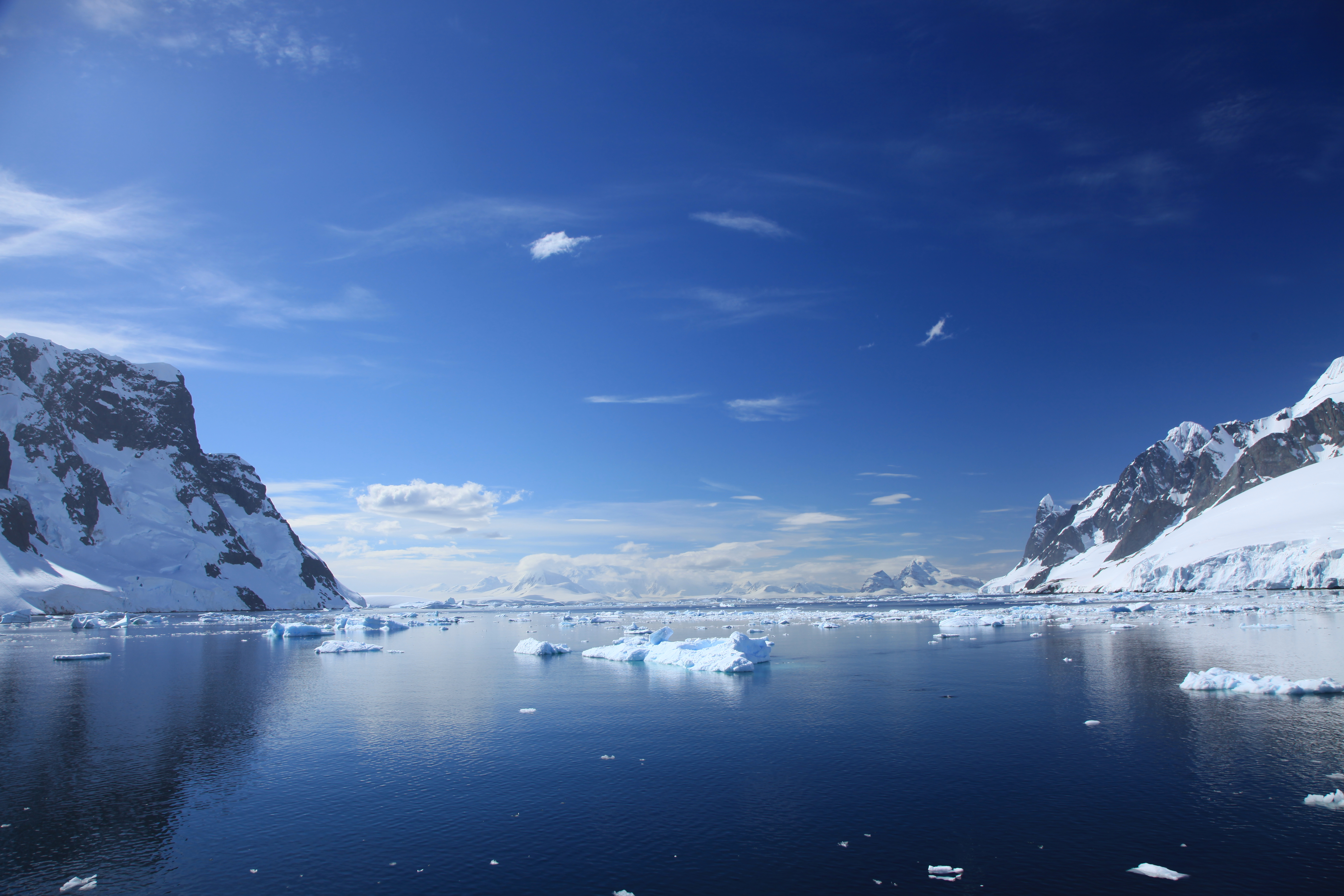

Po raz pierwszy dostrzeżona przez niemiecką ekspedycję antarktyczną (1873–1874) pod dowództwem Eduarda Dallmanna (1830–1896) . Po raz pierwszy przez cieśninę przepłynęła i pobieżnie zmapowała Belgijska Wyprawa Antarktyczna pod dowództwem Adriena de Gerlache’a (1866–1934) na statku „Belgica” 12 lutego 1898 roku . Zmapowana ponownie w 1935 roku, następnie sfotografowana z powietrza przez Falkland Islands and Dependencies Aerial Survey Expedition (FIDASE) i ponownie naniesiona na mapy w latach 1956–1958 .